# Jónas frá Hriflu
Jónas Jónsson, connu sous le nom de Jónas frá Hriflu, né à la ferme Hrifla, Suður-Þingeyjarsýsla, le 1er mai 1885 et mort à Reykjavík le 19 juillet 1968, est un homme politique islandais. Il a dirigé le Parti du progrès de 1934 à 1944, a été député au Parlement de 1922 à 1949 et a été Ministre de la Justice de 1927 à 1932.